# جاست جاك
جاست جاك (بالإنجليزية: Just Jack)‏ هو مغني بريطاني، ولد في 18 مايو 1975 في كامدن تاون في المملكة المتحدة.

## وصلات خارجية
- الموقع الرسمي
- جاست جاك على موقع ميوزك برينز (الإنجليزية)
- جاست جاك على موقع أول ميوزيك (الإنجليزية)
- جاست جاك على موقع ديسكوغز (الإنجليزية)